# Информационный менеджмент
Информационный менеджмент — специальная область менеджмента, выделившаяся как самостоятельное направление в конце 1970-х годах, специализирующаяся на сборе, управлении и распределении информации. Менеджмент подразумевает организацию и контроль планирования, структуры, оценки и распространения информации с целью прогнозирования ожиданий клиента и информационного обеспечения функций предприятия.

## Сфера и задачи

### Сфера информационного менеджмента
Сфера информационного менеджмента — совокупность всех необходимых для управления решений на всех этапах жизненного цикла предприятия, включающая все действия и операции, связанные как с информацией во всех её формах и состояниях, так и с предприятием в целом. При этом должны решаться задачи определения ценности и эффективности использования не только собственно информации (данных и знаний), так чтобы каждый менеджер получал только релевантную информацию, но и других ресурсов предприятия, в той или иной мере входящих в контакт с информацией (технологических, кадровых, финансовых и т. д.).

### Задачи информационного менеджмента
1. Формирование технологической среды информационной системы
2. Развитие информационной системы и обеспечение её обслуживания
3. Планирование в среде информационной системы
4. Формирование организационной структуры в области информатизации
5. Использование и эксплуатация информационных систем
6. Формирование инновационной политики и осуществление инновационных программ
7. Управление персоналом в сфере информатизации
8. Управление капиталовложениями в сфере информатизации
9. Формирование и обеспечение комплексной защищённости информационных ресурсов
10. Управление информационными потоками

## Образование в сфере информационного менеджмента
Рост информатизации бизнеса породил высокий спрос на специалистов по информационному менеджменту. Данный спрос, в свою очередь, породил формирование специальных программ, обучающих специалистов, обладающих знаниями как в информационных технологиях, так и в менеджменте.

### Обучение информационному менеджменту
Первые программы по направлению «Менеджер информационных технологий» были организованы в США.
Согласно рейтингу агентства TBS, в десять лучших программ по направлению «Информационный менеджмент» входят:
1. Университет Карнеги — Меллон, Хайнс колледж (Carnegie Mellon University, Heinz College)
2. Университет штата Пенсильвания, World Campus (Penn State World Campus)
3. Брандейский университет (Brandeis University)
4. Бостонский университет (факультет дистанционного образования) Boston University Distance Education
5. Университет штата Аризона (Школа бизнеса) Arizona State University, W.P. Carey School of Business
6. Технологический институт Нью Джерси (New Jersey Institute of Technology)
7. Иллинойсский университет (Спрингфилд) (University of Illinois Springfield
8. Квиннипэкский университет (Quinnipiac University)
9. Университет Дрекселя (Онлайн образование) (Drexel University Online)
10. Технологический институт Флориды

### В России
Образовательные программы в области информационного менеджмента в России имеются:
- МГУ (факультет «Высшая школа бизнеса»), где преподается программа «Менеджмент информационных технологий». Особенностью программы является преподавание ключевых дисциплин практиками — менеджерами в области IT;
- Российской академии народного хозяйства (РАНХиГС), где производится подготовка бакалавров по профилю «Информационный менеджмент» на кафедре экономической кибернетики РГАУ-МСХА имени К. А. Тимирязева. На базе кафедры созданы научно-педагогические школы экономико-математических методов, математического моделирования, автоматизированных информационных систем, базирующиеся на идеях кибернетики и методологии системного подхода;
- Московской международной высшей школе бизнеса (МИРБИС), программа обучения в которой нацелена на обучение и выпуск управленцев, отвечающих за планирование и создание IT-инфраструктуры компании, способных использовать информационные технологии как эффективный инструмент управления бизнесом, и на основе обработки накопленных данных обеспечить руководство компании агрегированной информацией для принятия управленческих решений.